# Dryosphaera
Dryosphaera — рід грибів. Назва вперше опублікована 1989 року.

## Класифікація
До роду Dryosphaera відносять 3 види:
- Dryosphaera navigans
- Dryosphaera tenuis
- Dryosphaera tropicalis